# تاكيشي نومورا
تاكيشي نومورا هو لاعب كرة قاعدة وسياسي ياباني، ولد في 5 أبريل 1919 في غيفو في اليابان، وتوفي في 25 يناير 1985. حزبياً، نشط في حزب كوميتو الجديد.

## روابط خارجية
- تاكيشي نومورا على موقع الدوري الياباني لكرة القاعدة (الإنجليزية)